# Ramsey (Essex)
Ramsey is een dorp in het bestuurlijke gebied Tendring in het Engelse graafschap Essex. Het maakt deel van de civil parish Ramsey and Parkeston. Het dorp heeft een kerk.